# Code des droits de la personne
Outre la Charte canadienne des droits et libertés issue de la Loi constitutionnelle de 1982, les provinces canadiennes ont développé des lois quasi-constitutionnelles provinciales appelées Code des droits de la personne qui s'appliquent à l'échelle d'une province. Ces lois établissent un régime de droit à l'égalité afin de combattre les discriminations. Ces lois provinciales sont nécessaires car la Charte canadienne ne couvre que les discriminations de droit public et n'est pas applicable aux discriminations de droit privé,.
- Code des droits de la personne de la Colombie-Britannique
- Code des droits de la personne du Manitoba
- Code des droits de la personne l'Ontario
- Code des droits de la personne de la Saskatchewan

La province de Québec a le même type de loi, mais la loi québécoise couvre davantage de droits et se nomme plutôt Charte des droits et libertés de la personne.
Enfin, d'autres provinces et territoires canadiens utilisent le terme « Loi sur les droits de la personne » pour nommer leur loi quasi-constitutionnelle provinciale ou territoriale. 
- Loi sur les droits de la personne de l’Alberta (l'Alberta a aussi une Déclaration des droits de l'Alberta)
- Loi sur les droits de la personne de l'Île-du-Prince-Édouard
- Loi sur les droits de la personne du Nouveau-Brunswick
- Loi sur les droits de la personne de la Nouvelle-Écosse
- Loi sur les droits de la personne du Nunavut
- Loi sur les droits de la personne de Terre-Neuve-et-Labrador
- Loi sur les droits de la personne des Territoires du Nord-Ouest.
- Loi sur les droits de la personne du Yukon